# جرارد مالانگا
جرارد مالانگا (انگلیسی: Gerard Malanga؛ زادهٔ ۲۰ مارس ۱۹۴۳) یک عکاس، هنرپیشه، و کارگردان اهل ایالات متحده آمریکا است.
از فیلم‌ها یا برنامه‌های تلویزیونی که وی در آن نقش داشته است می‌توان به بتمن دراکولا، کاناپه، اسب، بوسه، آشپزخانه، وینیل اشاره کرد.